# Anna Melikjan
Anna Gagikovna Melikjan (in russo Анна Гагиковна Меликян?; in armeno Աննա Մելիքյան?; Baku, 8 febbraio 1976) è una regista e sceneggiatrice russa di origine armena.

## Biografia
Anna Melikjan è nata l'8 febbraio 1976 a Baku, in Armenia, e cresciuta a Erevan. All'età di 17 anni si è trasferita a Mosca. 
A metà degli anni '90, Anna Melikyan era una regista televisiva, scriveva sceneggiature per spot pubblicitari e programmi televisivi, lavorava nel team di Yevgeny Ginzburg e prendeva parte alla creazione delle luci e dei programmi di spettacolo di Capodanno. Nel 1998 è stata direttrice di scena delle cerimonie di apertura e chiusura del Festival Internazionale del Cinema di Mosca. 
Nel 2002 si è diplomata al dipartimento di regia di VGIK (laboratorio di S. Solov'ëv, V. Rubinčik). Nel 1999 il film Abbiamo volato è stato girato con Nelli Uvarova. All'inizio degli anni 2000, ha preso parte all'uscita del programma "Guide" ( TVS ) di Ol'ga Šakina. 
Il primo lungometraggio è stato Mars, presentato in anteprima al Festival di Berlino del 2004. Il secondo lungometraggio Mermaid  ha vinto il premio come miglior regista al Sundance Film Festival, il premio FIPRESCI al Festival di Berlino e nel 2008 è stato candidato all'Oscar dalla Russia. 
Per il film  Star nel 2014, Anna ha ricevuto il premio per il miglior regista al Festival "Kinotavr". 
Nel 2015, per il film  About Love  ha ricevuto due premi principali al Kinotavr: il Grand Prix per il miglior film e il premio della giuria dei distributori cinematografici. La rivista americana Variety ha incluso Melikjan tra i primi dieci registi più promettenti al mondo. 
Anna ha fondato la Magnum Film Company, che produce film e serie televisive, oltre a reperire e produrre nuovi talenti.

## Vita privata
Era sposata con il produttore Ruben Dishdishyan e ha una figlia, Aleksandra. Ha poi incontrato il miliardario Danil Chačaturov.

## Filmografia parziale

### Regista
- Rusalka (2007)
- Zvezda (2014)
- Pro ljubov' (2015)
- Feja (2020)